# Долішній Лом
Долішній Лом (болг. Долни Лом) — село у Видинській області Болгарії. Входить до складу общини Чупрене.

## Населення
За даними перепису населення 2011 року у селі проживали 211 осіб, усі — болгари.
Розподіл населення за віком у 2011 році:
Динаміка населення: